# Vega de Valcarce
Vega de Valcarce est une localité et une commune espagnole (municipio) de la comarque de El Bierzo, dans la province de León, communauté autonome de Castille-et-León, au nord-ouest de l'Espagne. La localité est le chef-lieu du municipio du même nom.
C'est l'un des 47 municipio situés en Galicia estremeira (gl), c'est-à-dire non situés en Galice mais pratiquant la langue galicienne.
Cette localité est une halte sur le Camino francés du Pèlerinage de Saint-Jacques-de-Compostelle.

## Géographie

### Communes limitrophes
| Pedrafita do Cebreiro | Cervantes et Balboa | Balboa              |
| Pedrafita do Cebreiro | Nom ?               | Balboa et Trabadelo |
| Pedrafita do Cebreiro | Barjas et Trabadelo | Trabadelo           |

### Localités voisines
| Nord-ouest Ruitelán et Samprón (municipio de Vega de Valcarce) | Nord Valverde (municipio de Balboa)                                              | Nord-est Moñón (municipio de Vega de Valcarce)  |
| Ouest San Julián de Otero (es) (municipio de Vega de Valcarce) |                                                                                  | Est Ambasmestas (municipio de Vega de Valcarce) |
| Sud-ouest Busmayor et Campo de Liebre (municipio de Barjas)    | Sud Villasinde (municipio de Vega de Valcarce) et Herminde (municipio de Barjas) | Sud-est Sotogayoso (municipio de Trabadelo)     |

## Démographie
| 1991 |  | 1996 |  | 2001 |  | 2003 |  | 2004 |  | 2005 |  | 2006 |  | 2007 |  | 2008 |  | 2009 |  | 2010 |  | 2011 |  | 2012 |
| ---- |  | ---- |  | ---- |  | ---- |  | ---- |  | ---- |  | ---- |  | ---- |  | ---- |  | ---- |  | ---- |  | ---- |  | ---- |
| 1192 |  | 998  |  | 844  |  | 802  |  | 805  |  | 766  |  | 731  |  | 735  |  | 752  |  | 725  |  | 712  |  | 703  |  | 706  |

## Divisions administratives
Le municipio regroupe 26 localités ou lieux-dits, dont 23 ont rang de pedanía (bourg autonome) :
| - Vega de Valcarce (chef-lieu) - Villasinde - Moñón - Ambasmestas - La Portela de Valcarce, - lieu-dit Las Herrerías - Sotogayoso - Ruitelán - Las Herrerías de Valcarce - lieu-dit Hospital (de los Ingleses) | - Samprón - Ransinde - La Braña - San Julián (es) - hameau de Otero - Lindoso - Las Lamas - San Tirso - El Castro | - Laballós - Bargelas - hameau de San Pedro Nogal - Argenteiro - La Treita - La Faba - Bargelas - La Cernada - La Laguna de Castilla |

## Culture et patrimoine

### Pèlerinage de Compostelle
Par le Camino francés du Pèlerinage de Saint-Jacques-de-Compostelle, le chemin vient de la localité d'Ambasmestas, dans le même municipio de Vega de Valcarce.
La prochaine halte est la localité de Ruitelán, dans le même municipio de Vega de Valcarce.

### Patrimoine civil et naturel

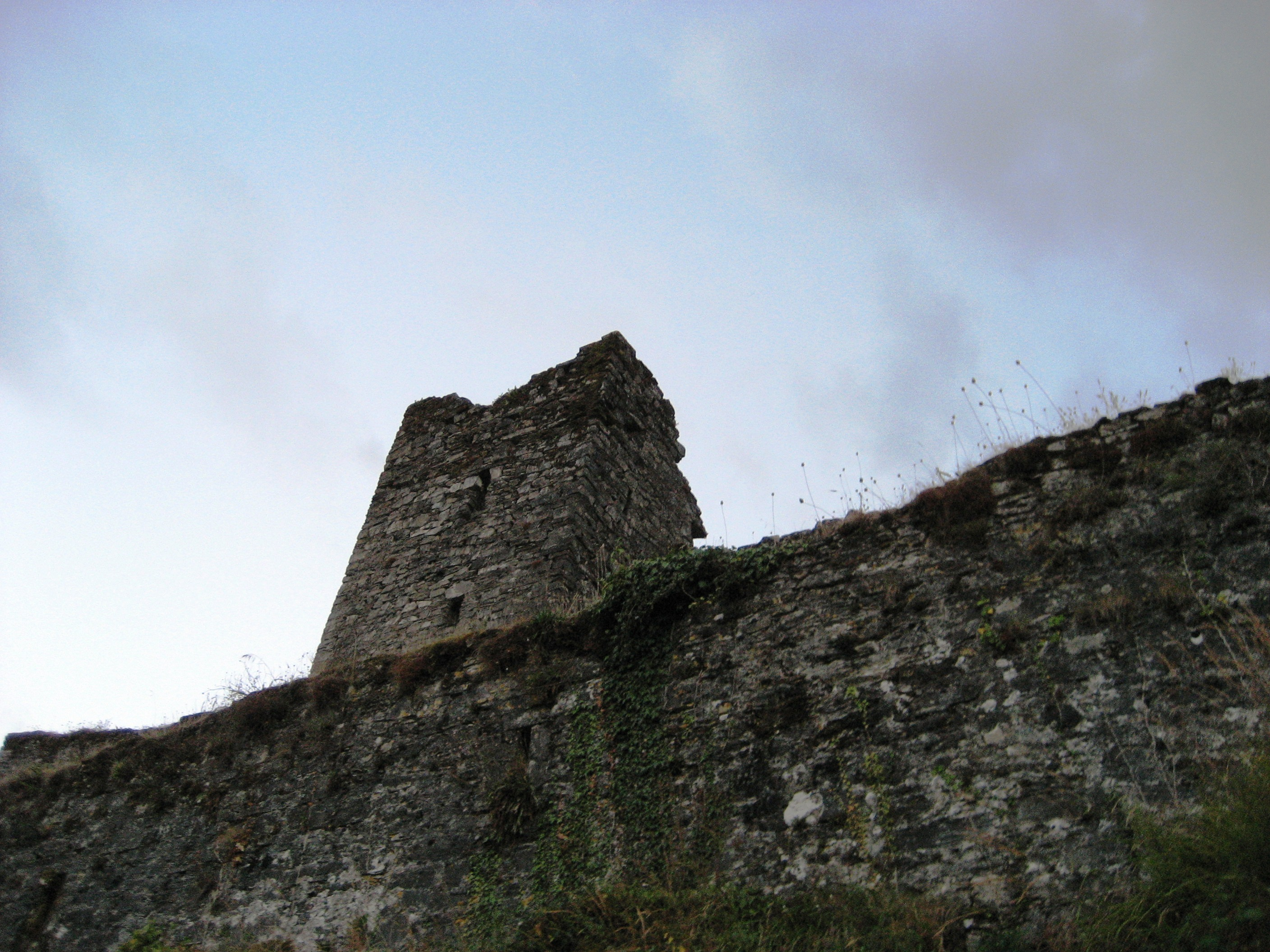
Muraille, entrée et tour du Castillo de Sarracín.

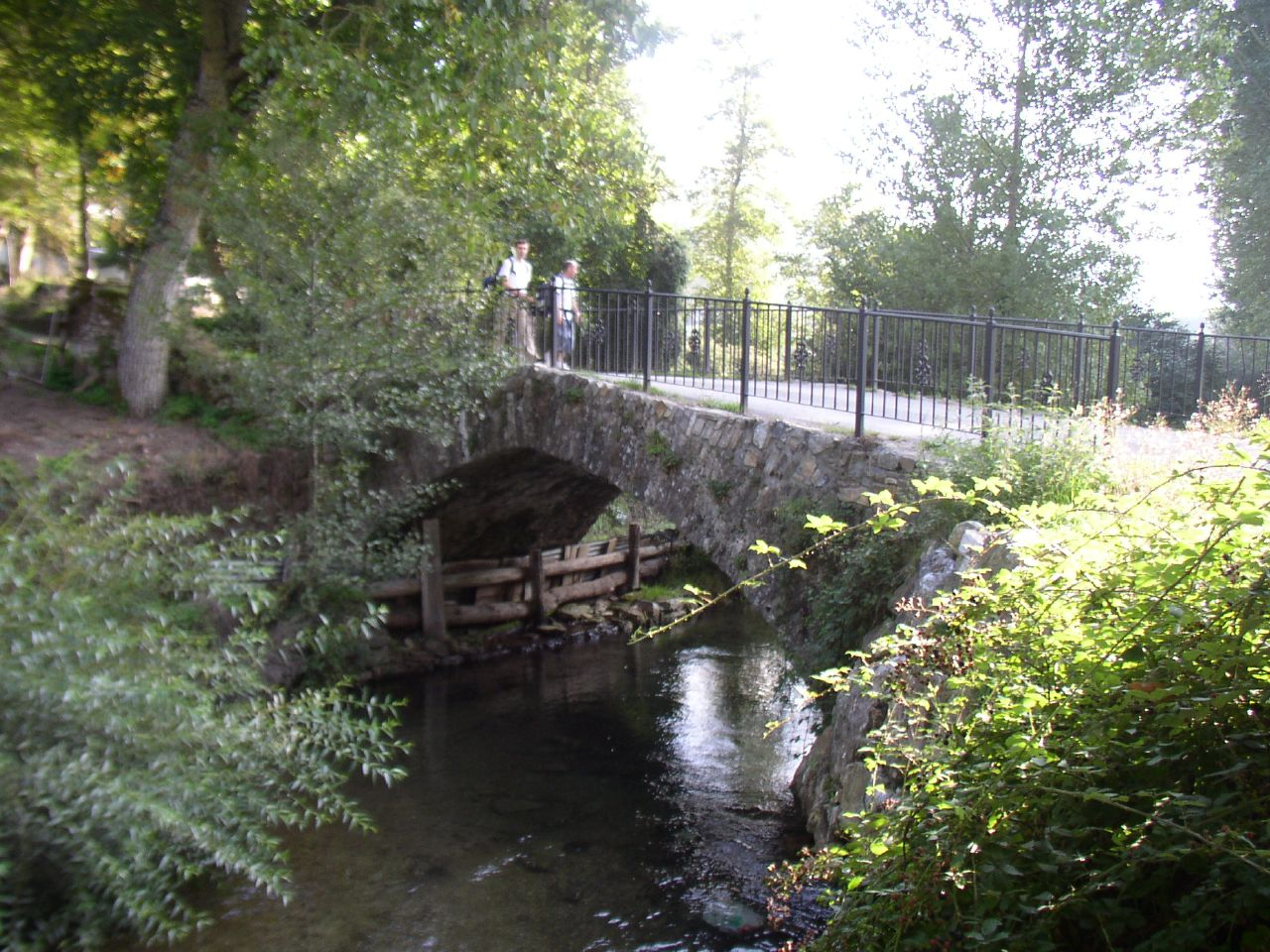
Le río Valcarce dans la localité de Las Herrerías de Valcarce.

## Sources et références
: source principale
- (es) Cet article est partiellement ou en totalité issu de l’article de Wikipédia en espagnol intitulé « Vega de Valcarce » (voir la liste des auteurs).
- (es) « internotes.cajaespana.es »(Archive.org • Wikiwix • Archive.is • Google • Que faire ?) Caja España - Datos Económicos y Sociales de las Unidades Territoriales de España - Ficha de municipio 2012 : Vega de Valcarce.
- (fr) Grégoire, J.-Y. & Laborde-Balen, L. , « Le Chemin de Saint-Jacques en Espagne - De Saint-Jean-Pied-de-Port à Compostelle - Guide pratique du pèlerin », Rando Éditions, mars 2006,  (ISBN 2-84182-224-9)
- (fr)« Camino de Santiago St-Jean-Pied-de-Port - Santiago de Compostela », Michelin et Cie, Manufacture Française des Pneumatiques Michelin, Paris, 2009,  (ISBN 978-2-06-714805-5)
- (fr)« Le Chemin de Saint-Jacques Carte Routière », Junta de Castilla y León, Éditorial

1. ↑  (es) books.google.fr « El Plurilingüismo en España », María Teresa Turell, 2007. p. 154.  (ISBN 978-84-96742-17-8) ou  (ISBN 84-96742-17-2)
2. ↑  (es) www.vegadevalcarce.net Pueblos del Ayuntamiento y padaneos.